# Fünf-Wunden-Weg (Zahlbach)

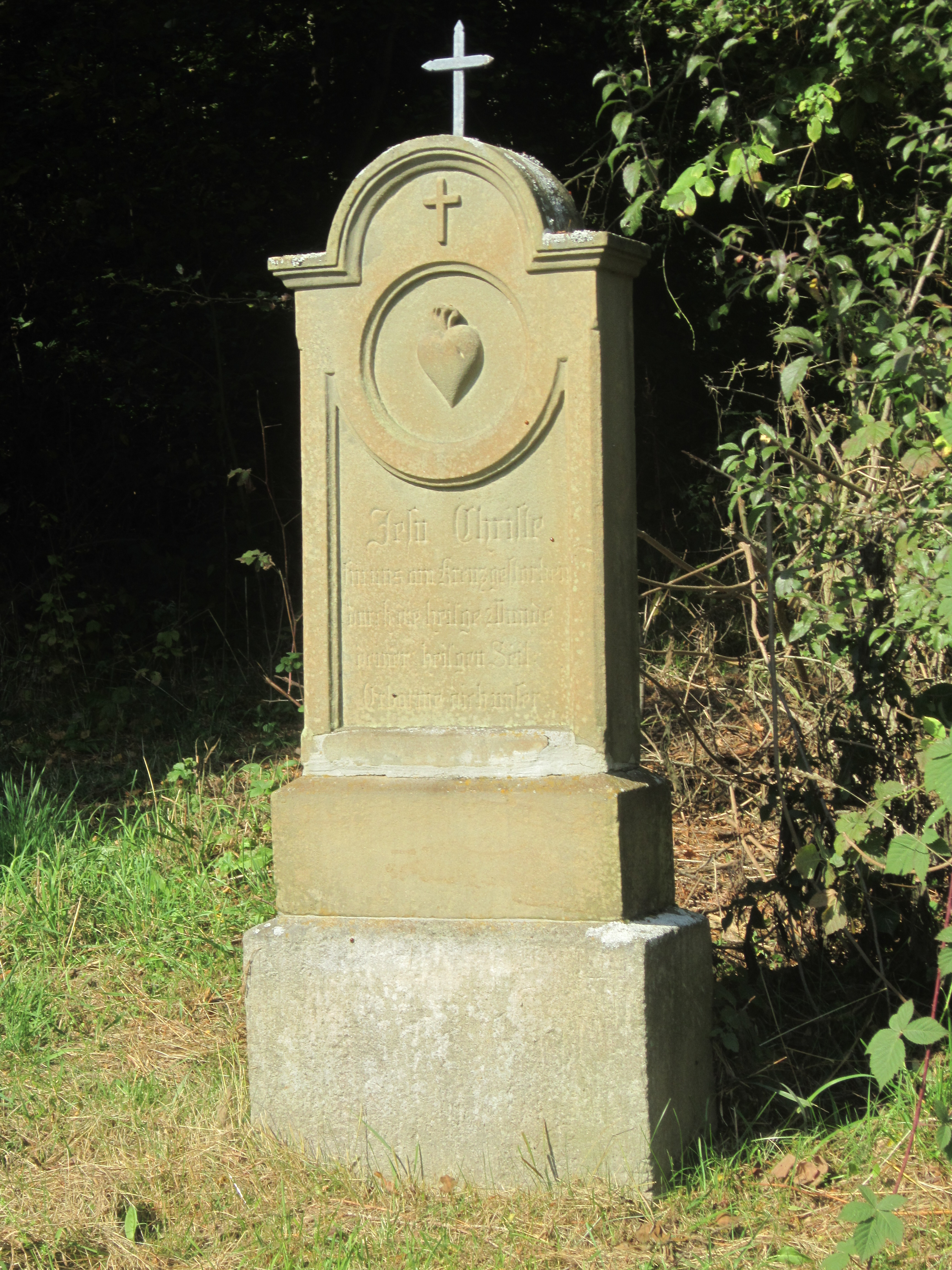
Der Zahlbacher Fünf-Wunden-Weg (5. Station).

Der Fünf-Wunden-Weg in Zahlbach, einem Ortsteil des unterfränkischen Markt Burkardroth im bayerischen Landkreis Bad Kissingen, befindet sich in der Flur Döllengraben am Fußweg zwischen Zahlbach und der Zahlbacher Kreuzkapelle.
Der Fünf-Wunden-Weg gehört zu den Baudenkmälern von Burkardroth und ist unter der Nummer D-6-72-117-133 in der Bayerischen Denkmalliste registriert.

## Geschichte
Der  Fünf-Wunden-Weg entstand im Jahr 1896 auf Grund einer Stiftung des Zahlbachers Michael Wolf
(geb. 20. Juni 1866, gest. 3. Okt. 1941; Dorfname „Wölfles Michl“), Sohn der Zahlbacher Wirtsleute Franz und Margaretha Wolf.
Michael Wolf hatte am 16. November 1886 die in Burkardroth geborene Katharina Metz geheiratet. Zwischen 1888 und 1895 bekam das Ehepaar sechs Kinder, die alle im Alter von nicht einmal drei Wochen verstarben; wahrscheinlich entstand in diesem Zusammenhang im Jahr 1896 die Stiftung. Mit der Erstellung der Stationen beauftragte Wolf den Bildhauer und Landwirt Josef Albert (1834–1900) aus Römershag.
Die Stationen bestehen aus Sandstein; an der fünften Station sind mit der Jahreszahl 1896 der Stifter Michael Wolf sowie der ausführende Künstler Josef Albert vermerkt.
Das Anwesen Zahlbach 33 (heute Forstmeisterstraße 9), das Wolfs Elternhaus war und später von ihm und seiner Ehefrau bewohnt wurde, wurde verkauft und abgerissen; an seiner Stelle befindet sich heute ein Möbelgeschäft.
Bei Anlage des Fußweges zur Zahlbacher Kreuzkapelle entstand direkt vor den Stationen des Fünf-Wunden-Weg ein Graben. Aus diesem Anlass legte der Zahlbacher Willi Wetteskind im Jahr 1988 Übergänge an, die nun einen direkten Zugang zu den Stationen ermöglichen.
Der Fünf-Wunden-Weg ist heute Eigentum des Marktes Burkardroth.
Um das Jahr 2010 entstanden an den Stationen durch Vandalismus Schäden, die wenig später behoben werden konnten.